# 배스커빌가의 개 (1939년 영화)
배스커빌가의 개(The Hound of the Baskervilles)는 미국에서 제작된 시드니 랜필드 감독의 1939년 미스터리, 스릴러 영화이다. 리차드 그린 등이 주연으로 출연하였다.

## 출연

### 주연
- 리차드 그린
- 배질 라스본
- 웬디 배리

### 조연
- 나이젤 브루스
- 리오넬 앳윌
- 존 캐러딘
- 바로우 보랜드
- 베릴 머서
- 모튼 로리
- 랠프 포베스
- E. E. 클리브
- 에이리 맬리언
- 라이오넬 페이프
- 나이젤 드 브룰리어
- 메리 고든
- 이안 맥라렌

## 제작진
- 원작자: 아서 코난 도일
- 세트: 토머스 리틀